# Mediadesign Hochschule
Die Mediadesign Hochschule für Design und Informatik (auch: mdh) ist eine 2004 gegründete private, staatlich anerkannte Hochschule mit Sitz in Berlin mit Studienstandorten in Berlin, Düsseldorf und München. Sie befindet sich in Privatbesitz. Geschäftsführer der Hochschule ist Martin Adam. Seit 2010 ist die Mediadesign Hochschule vom Wissenschaftsrat unter Auflagen institutionell akkreditiert.

## Studium und Studiengebühren

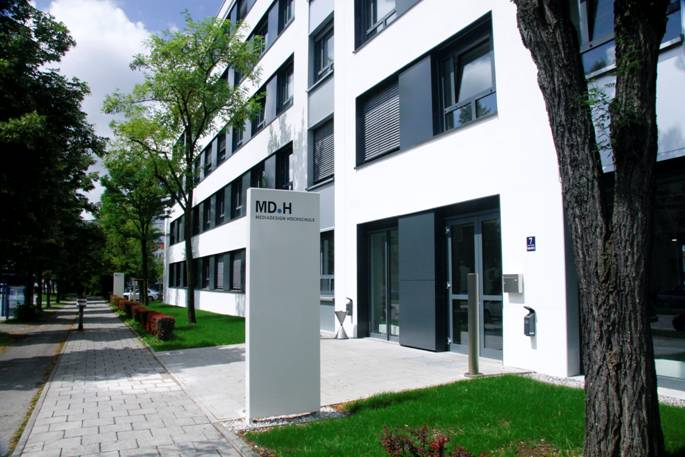
MD.H München

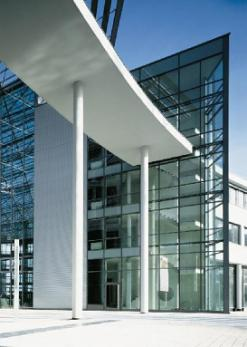
MD.H Düsseldorf

Die Studiengänge schließen mit dem Grad Bachelor of Arts, Bachelor of Science und Master of Arts ab. Je nach Studiengang sowie Abschluss dauert das Studium drei bis sieben Semester und ist in verschiedene Module gegliedert. Die Größe der Seminargruppen liegt im Durchschnitt bei 15 Personen. Ein Studium an der Mediadesign Hochschule ist nur nach einem erfolgreich absolvierten Aufnahmeverfahren möglich.
Die Hochschule erhebt von allen Studierenden pro Monat Studiengebühren, die sich nach dem gewählten Studiengang richten.

## Studiengänge
Die Mediadesign Hochschule bietet folgende Studiengänge an:
- Digital Film Design (B.A)
- Game Design (B.Sc.)
- Media Design (B.A.)
- Fashion Management (B.A.)
- Media Management (B.A.)
- Legal Tech (B.A.)
- Design Management (M.A.)
- Digital Leadership (M.A.)

## Ausbildung
Die schulische Ausbildung an der Mediadesign Hochschule bereitet auf eine staatlich anerkannte Abschlussprüfung der Industrie- und Handelskammer (IHK) vor. Sie umfasst 18 Monate Vollzeitunterricht und 18 Monate Praktikum. Die Größe der Ausbildungsklassen liegt im Durchschnitt bei 15 Personen.
Es werden die Ausbildungsgänge Mediengestalter für Digital und Print und Mediengestalter für Bild und Ton angeboten.
Neben den Studien- und Ausbildungsangeboten werden Abendkurse angeboten, in denen berufsbegleitend Kenntnisse im Bereich der Neuen Medien vermittelt werden. Dazu gehören die Kurse Grafikdesign, Mediendesign und Webdesign. Für die Studienorientierung bietet die Mediadesign Hochschule vielseitige kostenfreie Workshops und Beratungsangebote.

## Karriereservice
An der mdh besteht ein besonderes Service-Angebot für Studierende und Alumni: Der hochschuleigene Karriereservice dient als Schnittstelle zwischen Hochschule und Arbeitsmarkt und hat es sich zum Ziel gesetzt, Studierenden möglichst früh den Transfer in die Wirtschaft zu erleichtern.
Zu den Leistungen des Karriereservice zählen neben individuellen Coaching- und Beratungsgesprächen auch Job Talks, Exkursionen und Vorträge, die regelmäßig an allen Standorten stattfinden. Auch Werkschauen werden hier organisiert. Seit Gründung des Karriereservice finden sich bislang stets über 80 % der Absolventen bereits sechs Monate nach Studienabschluss in einem studienfach-relevanten Job wieder.

## Mitgliedschaften und Partnerschaften
Die Hochschule ist Mitglied im Verband der Privaten Hochschulen. Sie ist zudem Mitglied im Bundesverband Digitale Wirtschaft und im MedienCampus Bayern, dem Dachverband für die Medienaus- und -weiterbildung in Bayern. Weiterhin ist die Hochschule Mitglied im media.net berlinbrandenburg und dem Unternehmensbündnis der Medienwirtschaft. Darüber hinaus ist die Mediadesign Hochschule Partner der FMX, der internationalen Fachkonferenz im Bereich Animation und Visual Effects. Außerdem ist die Hochschule Partner der Digitalen Stadt Düsseldorf. Weiterhin ist die Mediadesign Hochschule Partner beim Projekt „Apple an Privathochschulen“.